# 파가니니: 악마의 바이올리니스트
《파가니니: 악마의 바이올리니스트》(Der Teufelsgeiger)는 2013년 개봉된 영화로 19세기 최고의 바이올리니스트인 니콜로 파가니니에 대해 다룬 로맨스 영화이다.

## 줄거리
천재 바이올리니스트인 니콜로 파가니니는 진부한 음악성으로 관객들에게 관심을 끌지 못하고 있다. 그러던 때에 우르바니라는 남자가 파가니니의 하인이 되는 대신 다음생에 파가니니가 자신의 하인되겠다는 계약을 맺고자 찾아온다. 파가니니는 계약을 승낙하고 점점 자신의 음악으로 인정을 받게 된다. 그러던 중 영국 런던의 존 왓슨이라는 음악가가 런던에서 연주회를 해달라는 편지가 오고 파가니니는 공연을 위해 런던으로 가 왓슨의 집에 잠시 머무르게 된다. 그곳에서 파가니니는 왓슨의 딸인 샬롯에게 사랑에 빠지게 된다.

## 출연

### 주연
- 데이비드 가렛 : 니콜로 파가니니 역
- 자레드 해리스 : 우르바니 역
- 조엘리 리차드슨 : 에델 랭햄 역
- 크리스티안 맥케이 : 존 왓슨 역
- 베로니카 페레스 : 엘리자베스 웰스 역
- 헬무트 베르거 : 버게르쉬 경 역
- 안드레아 덱 : 샬롯 역
- 올리비아 다보 : 프림로즈 블랙스톤 역

### 조연
- 벤 큐라 : 샬롯의 남편 역
- 이안 휴즈 : 서버 역
- 엘리자베스 키니어 : 리지 역
- 아니아 소윈스키 : 안나 역
- 앤드류 티어난 : 프레디 역

## 기타
- 공동제작: 베로니카 페레스
- 협력프로듀서: 닉 햄슨
- 미술: 크리스토프 캔터
- 세트: 한스 바그너
- 시각효과: 사샤 베르트람
- 분장: 레나 라자로토
- 분장: 올리비에 지엠-슈워트
- 의상: 버짓 허터
- 배역: 프리츠 플레이쉬핵커
- 섭외: 럭키 엥글랜더
- 수입사 :  포커스엔터테인먼트

## 파가니니의 출연 작품
- 파가니니 카프리스 5번
- 파가니니 카프리스 9번 "더 헌트"
- 파가니니 카프리스 24번
- 파가니니 바이올린 협주곡 제1번
- 파가니니 바이올린 협주곡 제2번 "라 캄파넬라"
- 파가니니 "베니스의 사육제"
- 파가니니 '영국 국가'에 의한 변주곡
- 파가니니 "나 그대만 생각해, 내 사랑"